# Léopold de Bourbon-Siciles (1813-1860)
Pour les articles homonymes, voir Léopold de Bourbon-Siciles (homonymie) et Bourbon-Siciles.

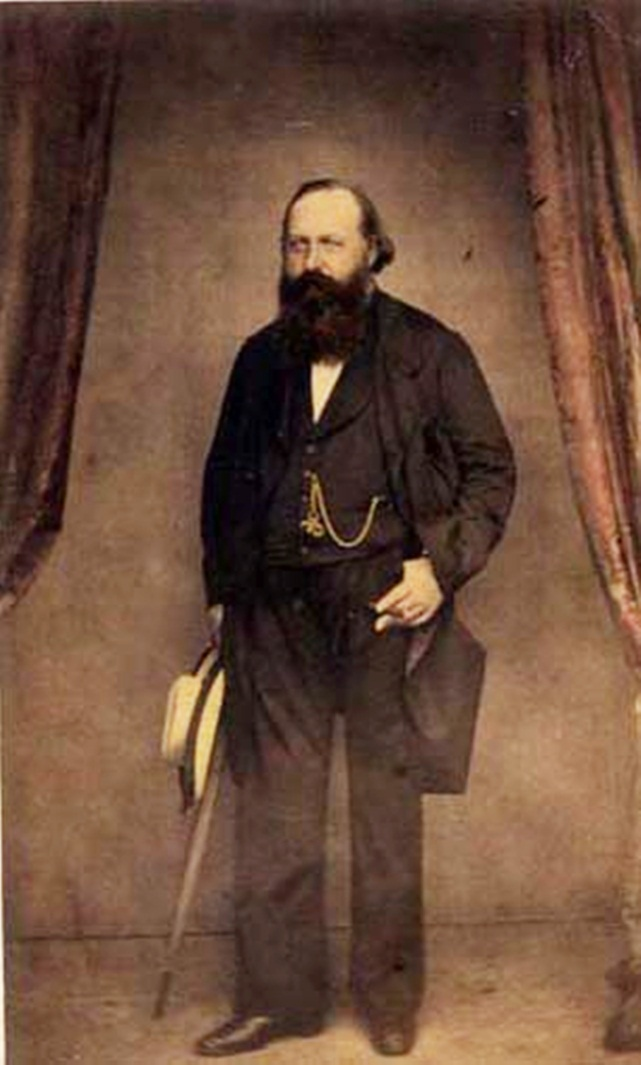
Léopold de Bourbon-Siciles (1813-1860)

Léopold Benjamin Joseph de Bourbon-Siciles, comte de Syracuse, est né le 22 mai 1813 à Palerme, dans le royaume de Sicile, et est mort le 4 décembre 1860 à Pise, dans le royaume d'Italie. Fils du roi François Ier des Deux-Siciles, c'est un prince de la Maison de Bourbon connu pour son soutien au Risorgimento.

## Famille
Le comte de Syracuse est le fils du roi François Ier des Deux-Siciles (1777-1830) et de sa deuxième épouse l'infante Marie-Isabelle d'Espagne (1789-1848), elle-même fille du roi Charles IV d'Espagne (1748-1819) et de la princesse Marie-Louise de Parme (1751-1819). Par son père, le prince appartient donc à la branche napolitaine de la Maison de Bourbon tandis que, par sa mère, il descend des Bourbons d'Espagne et de Parme. 
Le comte de Syracuse est, par ailleurs, le demi-frère de la duchesse de Berry (1798-1870) et le frère du roi Ferdinand II des Deux-Siciles (1810-1859), de la grande-duchesse Marie-Antoinette de Toscane (1814-1898), de l'impératrice Thérèse-Christine du Brésil (1822-1889) et de la reine-régente Marie-Christine d’Espagne (1806-1878).
En 1834, il est question de marier le prince à sa cousine la princesse Marie d'Orléans (1813-1839) mais le projet se heurte aux questions financières qui opposent les deux dynasties puis échoue.
Le 16 juin 1837, le comte de Syracuse épouse, à Naples, la princesse Marie de Savoie-Villafranca (1814-1874), elle-même fille du prince Joseph-Marie de Savoie-Villafranca et de son épouse Pauline Bénédictine de Quélen de La Vauguyon, et petite-fille du prince Eugène de Savoie-Carignan, comte de Villafranca. De ce mariage ne naît qu’une enfant qui ne survécut pas :
- Isabelle (1838-1838), princesse des Deux-Siciles.

## Biographie
Prince artiste, connu pour ses dons pour la sculpture, le comte de Syracuse se rallie à la Maison de Savoie durant le Risorgimento et conseille alors à son neveu, le roi François II des Deux-Siciles, d’abdiquer. Il est donc parfois considéré comme le « Philippe Égalité » des Bourbon-Siciles.
Le comte de Syracuse avait pourtant été nommé vice-roi en Sicile entre 1853 et 1854 par son frère, le roi Ferdinand II.
Il demeurait en son palais de la Riviera di Chiaia où il réunissait l'aristocratie libérale napolitaine.